# Mario Bonelli
 (janvier 2025).
La mise en forme du texte ne suit pas les recommandations de Wikipédia : il faut le « wikifier ».
Les points d'amélioration suivants sont les cas les plus fréquents. Le détail des points à revoir est peut-être précisé sur la page de discussion.
- Les titres sont pré-formatés par le logiciel. Ils ne sont ni en capitales, ni en gras.
- Le texte ne doit pas être écrit en capitales (les noms de famille non plus), ni en gras, ni en italique, ni en « petit »…
- Le gras n'est utilisé que pour surligner le titre de l'article dans l'introduction, une seule fois.
- L'italique est rarement utilisé : mots en langue étrangère, titres d'œuvres, noms de bateaux, etc.
- Les citations ne sont pas en italique mais en corps de texte normal. Elles sont entourées par des guillemets français : « et ».
- Les listes à puces sont à éviter, des paragraphes rédigés étant largement préférés. Les tableaux sont à réserver à la présentation de données structurées (résultats, etc.).
- Les appels de note de bas de page (petits chiffres en exposant, introduits par l'outil «  Source ») sont à placer entre la fin de phrase et le point final[comme ça].
- Les liens internes (vers d'autres articles de Wikipédia) sont à choisir avec parcimonie. Créez des liens vers des articles approfondissant le sujet. Les termes génériques sans rapport avec le sujet sont à éviter, ainsi que les répétitions de liens vers un même terme.
- Les liens externes sont à placer uniquement dans une section « Liens externes », à la fin de l'article. Ces liens sont à choisir avec parcimonie suivant les règles définies. Si un lien sert de source à l'article, son insertion dans le texte est à faire par les notes de bas de page.
- La présentation des références doit suivre les conventions bibliographiques. Il est recommandé d'utiliser les modèles {{Ouvrage}}, {{Chapitre}}, {{Article}}, {{Lien web}} et/ou {{Bibliographie}}. Le mode d'édition visuel peut mettre en forme automatiquement les références.
- Insérer une infobox (cadre d'informations à droite) n'est pas obligatoire pour parachever la mise en page.

Pour une aide détaillée, merci de consulter Aide:Wikification.
Si vous pensez que ces points ont été résolus, vous pouvez retirer ce bandeau et améliorer la mise en forme d'un autre article.
Mario Bonelli, né le 20 septembre 1904 à Bénévent et mort le 10 janvier 2011 à Arezzo, est le doyen des maitres d'escrime en Europe et fondateur d'un cercle d'escrime. 

## Biographie
Fils de Mariannina de Mandato (12 mars 1861- ?) et de Luigi Bonelli (1858 - 26 mai 1940). Il est issu d'une fratrie de 9 enfants dont il est dernier et dont le plus célèbre est Giovanni Battista Bonelli, un écrivain ayant publié en 1982 le livre Scritti : scuola, giovani, società: scritti raccolti da colleghi, discepoli, amici. 
Il est le doyen des maîtres d'escrime en Europe. Dans sa jeunesse il est en 1930 dans le 70e Régiment de l'armée Italienne. Il devient plus tard, le seul maitre militaire auprès des carabiniers de Arezzo. En 1943, il obtient le prix de la Federazione Italiana Scherma pour la catégorie « maître ». Il participe aux Championnats des maîtres militaires et reçoit au fil des ans : une médaille d'or dans la discipline du sabre, deux médailles d'argent dans le fleuret et le sabre, ainsi que 8 médailles de bronze. Il devient ainsi, au fil des années une personnalité de la ville d'Arezzo. 
Il fonde le Circolo Schermistico Aretino en 1949, qui prendra d'ailleurs son nom à la fin des années 1990. La même année de la fondation, il devient directeur de la province pour la Federazione Italiana Scherma.

## Vie privée
Il est marié à Ersilia Trippi (1920-2008)avec qui il a eu un enfant. Il est l'oncle du général Filippo di Lella et de son frère le médecin Roberto di Lella.